# Hubert Jausion
Hubert Jausion, né le 8 septembre 1890 à Toulouse et mort le 7 octobre 1959 à Paris, est un médecin français spécialiste des questions de dermatologie, mycologie et photobiologie. Durant la Seconde Guerre mondiale il a dénoncé aux autorités Annette Zelman, son éventuelle future belle-fille juive, entraînant son arrestation, sa déportation et sa mort au camp d'Auschwitz.

## Biographie
Il fait ses études de médecine à l'École du service de santé militaire de Lyon. En 1914, il épouse Claude Champ avec qui il aura un fils, Jean Jausion, né en 1917.
Puis il est en poste en Afrique du Nord et à Paris avant de devenir professeur agrégé au Val-de-Grâce en 1924. De 1930 à 1934, il exerce à l'hôpital militaire Villemin. En 1935, il devient directeur des laboratoires de recherches et du service de dermatologie de l'hôpital franco-musulman de Paris (hôpital Avicenne) qui vient d'être créé pour accueillir les patients musulmans de Paris et du département de la Seine.

## L'affaire Annette Zelman
Annette Zelman est une jeune Nancéienne d'origine juive polonaise. Elle est étudiante à l'École des beaux-arts lorsqu'elle rencontre, Jean Jausion, étudiant en philosophie, lié au milieu surréaliste. Les deux jeunes gens ne se quittent plus et projettent de se marier. Opposé à ce mariage, Hubert Jausion dénonce Annette Zelman aux autorités. Une note du chef du service des Affaires juives de la Gestapo à Paris, Theodor Dannecker, à Louis Darquier de Pellepoix, commissaire général aux questions juives, datée du 23 mai 1942, fait état de ce mariage :

« Concerne : mariage entre non-juifs et juifs. J’ai appris que le ressortissant français (aryen), Jean Jausion, étudiant en philosophie, 24 ans […] a l’intention d’épouser pendant les jours de Pentecôte la juive Anna Malka Zelman, née le 6.10.1921 à Nancy […]. Les parents de Jausion désireraient de toute manière empêcher cette union, mais ils n’en ont pas le moyen. J’ai en conséquence ordonné comme mesure préventive l’arrestation de la juive Zelman et son internement dans le camp de la caserne des Tourelles. »

Les conséquences de la délation sont dramatiques. Arrêtée le 23 mai 1942, Annette est emprisonnée au dépôt de la préfecture de police de Paris du 23 mai au 10 juin puis au camp des Tourelles du 10 au 21 juin avant d'être déportée au camp d'Auschwitz par le convoi no 3 parti de Drancy le 22 juin 1942. La jeune femme est déclarée morte à l'état civil trois jours après son arrivée au camp.
Après guerre, le docteur Hubert Jausion poursuit sa carrière à l'hôpital franco-musulman. On donne son nom à une salle de l'hôpital ; on érige son buste. Il exerce les fonctions de vice-président de la Société de dermatologie en 1952, président de la Société de pathologie comparée en 1954, et président du Centre d’études anthropotechniques en 1955.
Hubert Jausion meurt à Paris le 7 octobre 1959. Lors de ses obsèques, sa délation est brièvement mentionnée[réf. nécessaire] :

« Cet homme respectueux de l'ordre établi, allait hélas trouver dans les tristes excès de ce respect même le germe de conflits qui le firent vaciller. Un drame s'ensuivit. Fallait-il le passer sous silence ? Je ne le pense pas, parce que nous savons, pour notre apaisement, qu'un de ses collaborateurs, auquel et le caractère et les épreuves qu'il a lui-même subies confèrent assurément le sens de la justice, décida, la guerre finie, de revenir aux côtés de son maître : il ne fut pas pour notre collègue, il n'est pas pour nous, de caution plus valable . »

Il faudra attendre la publication par l'historien Henri Amouroux de son livre intitulé La Vie des Français sous l’Occupation en 1961 pour apprendre que la personne qui avait dénoncé Annette Zelman était son futur beau-père, Hubert Jausion,.
L'omerta perdurera en dépit des révélations d'Amouroux. Comme le rappelle Henri Nahum, à l'occasion du 70e anniversaire de la création de l'Hôpital franco-musulman, la prestigieuse carrière de Jausion est rappelée mais aucune mention n'est faite concernant sa délation aux autorités. En 2012, il est encore considéré dans Le Quotidien du pharmacien comme « un personnage haut en couleur ».

### Téléfilm
Le téléfilm L'Histoire d'Annette Zelman, tourné en 2022, est réalisé par Philippe Le Guay sur un scénario d'Emmanuel Salinger et Laurent Joly, avec Julie Gayet, Laurent Lucas (Dr Hubert Jausion), Ilona Bachelier et Vassili Schneider,.

## Distinctions
- Chevalier de la Légion d'honneur, le 16 juin 1920.
- Officier de la Légion d'honneur, le 20 décembre 1935.